# Efrat
Efrat (hebrejsky אפרת, alternativně též Efrata - אֶפְרָתָה, v oficiálním přepisu do angličtiny Efrata) je izraelská osada a místní rada (malé město) na Západním břehu Jordánu v distriktu Judea a Samaří.

## Geografie

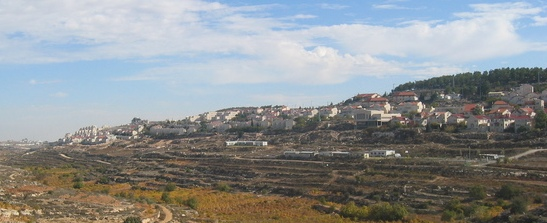
Efrat

Nachází se cca 15 kilometrů jihojihozápadně od historického jádra Jeruzaléma, cca 7 kilometrů jihojihozápadně od města Betlém a cca 15 kilometrů severně od Hebronu v nadmořské výšce 910 metrů, v Judských horách. Zastavěné území obce má výrazně podlouhlý tvar o délce téměř 5 kilometrů. Efrat tvoří východní hranici oblasti souvisle osídlené Izraelci zvané Guš Ecion, třebaže není formální součástí jurisdikce Oblastní rady Guš Ecion.

## Dějiny
Efrat byl založen v roce 1980, konkrétně v únoru 1980 skupinou nábožensky orientovaných sionistů okolo organizace Raishit Geula, jejímž předsedou byl rabín Shlomo Riskin z New Yorku, a pojmenován podle stejnojmenné biblické lokality, která se nacházela v prostoru nynějšího města Betlém.

## Demografie
Podle údajů z roku 2009 tvořili naprostou většinu obyvatel Židé - cca 7 200 osob (včetně statistické kategorie "ostatní", která zahrnuje nearabské obyvatele židovského původu ale bez formální příslušnosti k židovskému náboženství, cca 7 200 osob).
Jde o středně velkou obec městského typu s dlouhodobě rostoucí populací. K 31. prosinci 2017 zde žilo 9 100 lidí.
| Rok | 1983 | 1984 | 1985 | 1986  | 1987  | 1988  | 1989  | 1990  | 1991  | 1992  | 1993  | 1994  | 1995  | 1996  | 1997  | 1998  | 1999  | 2000  |
| --- | ---- | ---- | ---- | ----- | ----- | ----- | ----- | ----- | ----- | ----- | ----- | ----- | ----- | ----- | ----- | ----- | ----- | ----- |
|     | 207  | 710  | 900  | 1 170 | 1 490 | 1 760 | 2 070 | 2 420 | 3 030 | 3 520 | 4 100 | 4 650 | 5 300 | 5 600 | 5 900 | 6 100 | 6 200 | 6 400 |

| Rok            | 2001  | 2002  | 2003  | 2004  | 2005  | 2006  | 2007  | 2008  | 2009  | 2009  | 2010  | 2011  | 2012  | 2013  | 2014  | 2015  | 2016  | 2017  |
| -------------- | ----- | ----- | ----- | ----- | ----- | ----- | ----- | ----- | ----- | ----- | ----- | ----- | ----- | ----- | ----- | ----- | ----- | ----- |
| Počet obyvatel | 6 540 | 6 800 | 7 000 | 7 300 | 7 400 | 7 700 | 8 000 | 8 167 | 7 183 | 7 300 | 7 500 | 7 700 | 7 800 | 7 900 | 8 100 | 8 300 | 8 700 | 9 100 |

* údaje (kromě let 2001, 2008 a 2009) zaokrouhleny na stovky